# Hypodoxa regina
Hypodoxa regina là một loài bướm đêm trong họ Geometridae.